# Ронское американское кладбище
Ронское американское кладбище — американское военное кладбище времён Второй мировой войны, расположенное в городе Драгиньян, в 42 км к северу от Сен-Тропе, на юге Франции. Оно названо в честь реки Рона, где большинство погибших сражалось и погибло, и посвящено 1956 году; содержит 858 американских погибших на войне. Кладбище занимает площадь 12,5 акра (5,1 га) и находится в ведении Американской комиссии по боевым памятникам.

## История
Кладбище создано 19 августа 1944 года Ангелин Матье Герман во время освобождения Драгиньян 551-го американского батальона.
Франко-американский памятный подарок Драгиньяна, созданный по инициативе Эми Леокарда (фр. Aimé Léocard) и американца Уолтера Варбертона (англ. Walter Warburton).
Погребённые погибли в основном летом 1944 года во время операции «Драгун», вторжения союзников на юг Франции из Средиземного моря, последовавшего за вторжением союзников в Нормандию. Эта операция была направлена на то, чтобы открыть второй плацдарм и зону боевых действий союзников во Франции, угрожая подразделениям, находящимся в зоне боевых действий в Нормандии, и таким образом ускорить наступление союзников в Западную Европу. Эти похороны были в основном частью 7-й армии США, в частности 45-й пехотной дивизии США, 36-й пехотной дивизии США и 3-й пехотной дивизии США.
В 2018 году отмечалось 50-летие, напомнив о важности воздушных операций «высадки в Провансе» в Драсени.

## Планировка
Кладбище имеет надгробия, расположенные по прямым линиям, разделённые на четыре участка и сгруппированные вокруг овального бассейна. Небольшие сады расположены на каждом конце кладбища, которое пропускает часовня. Внутри часовни находятся декоративные мозаики, фрески (от Остина М. Пурвеса-младшего) и скульптурные фигуры. Между часовней и могилами изображена бронзовая рельефная карта с описанием военных действий США в регионе. На стене террасы вписано 294 имени пропавших без вести американцев, чьи тела не были найдены или опознаны (розетками отмечены те, кто был найден и идентифицирован).
Опираясь на стену исчезнувшей гигантской скульптуры, «Ангел Мира» наблюдает за часовней, которая укрывает великолепные мозаики. Впечатляющая рельефная бронзовая карта рассказывает об операциях военного ущерба.